# 北朝鮮日本海ミサイル発射事件
北朝鮮日本海ミサイル発射事件（きたちょうせんにほんかいミサイルはっしゃじけん）とは2014年6月29日午前5時ごろに北朝鮮の東岸から日本海に向かって複数の弾道ミサイルが発射されたという事件。
この弾道ミサイルは元山市付近から東に向けて発射されて、最大で500キロメートルを飛行した後に日本海に落下したもよう。日本国政府はこのミサイル発射に対して、関係省庁の局長級の人物が集まって対応を協議した。安倍晋三内閣総理大臣はこれに対してアメリカ合衆国や大韓民国などの諸国と連携を図って情報収集と分析をするように指示した。
岸田文雄外務大臣はこの問題において、北朝鮮側に対して国際連合安全保障理事会の決議などの順守を求めていくとの考えを示した。
小野寺五典防衛大臣によると、短距離ミサイルスカッドか、ノドンを短く調整して発射した可能性があるとのこと。今回に飛んだ距離は日本に直ちに影響のある距離ではないとのこと。
菅義偉内閣官房長官によると、このミサイル発射では、日本の船舶や航空機には全く異常は無かったとのこと。